# Armée polonaise au Moyen-Orient
L'Armée polonaise au Moyen-Orient (en polonais Wojsko Polskie na Środkowym Wschodzie) est une formation militaire de l'Armée polonaise de l'Ouest.

## Historique
À la suite de l'Opération Barbarossa où le Troisième Reich envahit l'Union Soviétique, un accord militaire à lieu entre le gouvernement soviétique et le gouvernement polonais en exil établissant une nouvelle armée polonaise sous le commandement de Władysław Anders composée des prisonniers de guerre survivants capturés lors de l'Invasion soviétique de la Pologne en 1939. 41 000 militaires et 81 000 civils partent vers l'état impérial d'Iran à partir mars 1942. 
Le 25 septembre 1941, le général de division Władysław Sikorski nomme le général de brigade Józef Zając (pl) commandant de l'armée polonaise au Moyen-Orient. Ce corps regroupait les unités de l'armée polonaise stationnées au Moyen-Orient. Jusqu'à la création d'un commandement unifié, le commandant de la brigade de fusiliers des Carpates, le général de brigade Stanisław Kopański, faisait office de coordinateur des opérations militaires dans cette région.
Le nombre de soldats était de 40 148 personnes ; dont 3 292 officiers, 33 005 soldats, 2 326 femmes, 1 481 jeunes et 8 fonctionnaires civils. Parmi eux, 244 officiers et 1766 soldats sont restés à la base d’évacuation de Téhéran.